# Opfer der Unterwelt
Opfer der Unterwelt (Originaltitel: D.O.A.) ist ein in Schwarzweiß gedrehter US-amerikanischer Film noir des Regisseurs Rudolph Maté aus dem Jahr 1950.

## Handlung
Während der Eingangstitel geht der unscheinbare Mittdreißiger Frank Bigelow einen langen Weg durch eine Polizeiwache, um am Ende einen Mord anzuzeigen. Er selbst sei das Opfer. Die Polizisten scheinen Bigelow zu kennen. Eine Rückblende beginnt:
Bigelow will seine Heimatstadt Banning in Kalifornien für einen Wochenurlaub in San Francisco verlassen. Er arbeitet in Banning als Buchhalter und Notar, privat führt er eine Beziehung mit seiner Sekretärin Paula. Sie ist frustriert, weil Bigelow sie nicht mitnehmen will. In seinem Hotel in San Francisco sieht Bigelow attraktiven Frauen nach und schließt mit einer Gruppe von Geschäftsleuten Bekanntschaft, die er bei einem Streifzug durch San Franciscos Nachtleben begleitet. Im Jazz-Club "The Fisherman" entfesseln die farbigen, schwitzenden Musiker ein wahres Pandämonium. Zusätzlich flirtet Bigelow heftig mit einer Blondine. Ihm entgeht, dass ein Fremder mit auffälligem Schal und Jackett, von dem man nur den Rücken sieht, seinen Drink austauscht. Im Hotel findet Bigelow einen Blumenstrauß von Paula vor. Er zerreißt den Zettel mit der Telefonnummer der Blondine.
Am nächsten Morgen fühlt sich Bigelow krank. Er sucht einen Arzt auf, der ihm die Diagnose stellt, er sei vergiftet worden. Gegen dieses Gift gebe es kein Gegenmittel. Entsetzt und ungläubig stürmt Bigelow davon, eine zweite Meinung einzuholen. Auch der zweite Arzt kommt zu demselben Urteil. Zu viel Zeit sei seit der Vergiftung vergangen. Da ihm nur noch ein paar Tage zu leben bleiben, beschließt Bigelow, die Sache aufzuklären. Ein überraschender Anruf von Paula bringt ihm einen Hinweis. Ein gewisser Eugene Philips habe versucht, ihn zu erreichen, doch gleich darauf, also am Tag zuvor, sei er gestorben. Bigelow geht zu Philips Unternehmen, einem Im- und Exporthandel, und spricht dort mit der Sekretärin Miss Foster und dem Buchhalter Mr. Halliday. Halliday erzählt ihm, Philips habe Selbstmord begangen. Danach sucht Bigelow die Witwe und Eugenes Bruder Stanley auf.
Immer wieder telefonieren Bigelow und Paula. Sie findet eine Rechnung für ein Geschäft, welches Bigelow selbst sechs Monate vorher notariell beglaubigt hatte. Es stellt sich heraus, dass es dabei um den Verkauf von gestohlenem Iridium ging, und hier offenbar das Motiv für die Vergiftung von ihm liegt. Als Bigelow dem Geheimnis immer näher kommt, lässt der Gangsterboss Majak,  der an dem Handel beteiligt war, ihn entführen. Da Bigelow durch seine Beglaubigung zu viel über das Geschäft weiß, soll er von Majaks psychopathischem Handlanger Chester getötet werden. Bigelow gelingt jedoch die Flucht. 
Bigelow verdächtigt zuerst Mrs. Philips und Stanley, ihn vergiftet zu haben. Als er Stanley zur Rede stellt, stellt sich jedoch heraus, dass auch dieser vergiftet wurde. Bigelow schickt ihn zum Arzt, denn eine sofortige Behandlung könnte sein Leben noch retten. Stanley enthüllt Mr. Halliday als den Mörder. Halliday hatte den Raub des Iridiums organisiert und außerdem eine Affäre mit Mrs. Philips. Als Eugene hinter die Machenschaften seines Buchhalters kam, stieß dieser ihn in einem Streit vom Balkon. Mit den Vergiftungen von Frank Bigelow und Stanley Philips wollte Holliday alle Spuren des Iridium-Verkaufs verwischen. Der immer schwächer werdende Bigelow sucht Halliday auf, der nun wieder Schal und Jackett wie im Jazz-Club trägt. Es kommt zum Schusswechsel in dem berühmten Bradbury Building, Bigelow schießt wie im Rausch immer wieder auf den unterlegenen Halliday.
Die Rückblende endet. Bigelow stirbt auf der Polizeiwache, sein letztes Wort ist „Paula“. Die Polizisten überstempeln ihre Unterlagen zum Fall mit D.O.A. (Dead on Arrival, dt.: Tod bei Ankunft).

## Hintergrund
Opfer der Unterwelt war das Spielfilmdebüt von Beverly Garland, die hier noch unter dem Namen Beverly Campbell auftrat, und die erste größere Filmrolle des vielmaligen Filmschurken Neville Brand. 
Laut einigen Quellen soll der deutsche Film Der Mann, der seinen Mörder sucht (1931) von Robert Siodmak mit Heinz Rühmann die Idee zu Opfer der Unterwelt gegeben haben. In dem Rühmann-Film wird das Thema aber komödiantisch angegangen.
Die Uraufführung fand am 30. April 1950 in den Vereinigten Staaten statt. Der deutsche Kinostart folgte am 8. August 1952.

## Neuverfilmungen
1969 drehte Eddie Davis ein Remake unter dem Titel Der leuchtende Tod (Color Me Dead) mit Tom Tryon und Carolyn Jones in den Hauptrollen. 
1988 inszenierten Annabel Jankel und Rocky Morton ein Remake mit dem Titel D.O.A. – Bei Ankunft Mord. In den Hauptrollen spielten Dennis Quaid und Meg Ryan.

## Kritiken
Opfer der Unterwelt gilt heute als ein Klassiker des Film noir. Bei Rotten Tomatoes fallen von 25 ausgewerteten Kritiken insgesamt 88 % positiv aus.

„B-Krimi, dem die Erfahrung des Regisseurs als langjähriger Kameramann […] zugute kommt.“

## Auszeichnungen
Der Film wurde 2004 in das National Film Registry der Library of Congress aufgenommen.